# Let's Make Love and Listen to Death from Above
Let's Make Love and Listen to Death from Above è il primo singolo internazionale del gruppo brasiliano CSS estratto dall'album Cansei de Ser Sexy.
Let's Make Love and Listen to Death from Above è stato classificato al sesto posto nella classifica dei migliori singoli del 2006 nel Regno Unito e al 299º posto nella classifica delle migliori canzoni degli anni 2000 secondo Pitchfork.

## Tracce
2004
1. Let's Make Love and Listen to Death from Above (album version)
2. Let's Make Love and Listen to Death from Above (Spank Rock remix)
3. Let's Make Love and Listen to Death from Above (Diplo remix)
4. Let's Make Love and Listen to Death from Above (instrumental)
5. Acho Um Pouco Bom (Let's Make Love single version)

2007
1. Let's Make Love and Listen to Death from Above (Simian Mobile Disco remix)
2. Let's Make Love and Listen to Death from Above (Hot Chip remix)
3. Let's Make Love and Listen to Death from Above (Calvin Harris remix)
4. Pretend We're Dead (live)
5. Alala (Bonde do Rolê remix)
6. Let's Make Love and Listen to Death from Above (album version)